# Giampiero Boniperti
Giampiero Boniperti (* 4. Juli 1928 in Barengo; † 18. Juni 2021 in Turin) war ein italienischer Fußballspieler und -funktionär. Er war ein erfolgreicher Stürmer und späterer Präsident von Juventus Turin. Von 1994 bis 1999 gehörte er als Mitglied der Forza Italia dem Europäischen Parlament an.

## Karriere
Boniperti wurde zu den ganz großen Spielern im italienischen Fußball gezählt. Vor allem bei seinem Stammverein Juventus gehörte er zu den charismatischsten und besten Spielern aller Zeiten. Als Achtzehnjähriger wechselte er, beeinflusst von Giovanni Agnelli, nach Turin und spielte am 2. März 1947 in dieser Stadt sein erstes Spiel. In seiner Jugend unterhielt er eine Freundschaft mit Fausto Coppi.
In der Saison 1947/48 wurde Boniperti als 19-Jähriger mit 27 Treffern Torschützenkönig der Serie A. Kein Torschützenkönig der italienischen Liga war jünger als Boniperti. Bis zu seinem Karriereende 1961 bestritt er 444 Spiele im Dress von Juventus und erzielte dabei 178 Tore – beide Vereinsrekorde wurden inzwischen gebrochen und werden mittlerweile von Alessandro Del Piero gehalten.
Er galt als Spieler, der mit Entschlossenheit und Zweikampfstärke auf seiner Position als Mittelstürmer agierte. Zusammen mit Omar Sívori und John Charles bildete er ein äußerst erfolgreiches Angriffstrio, das bis in die Gegenwart als komplettester Sturm von Juventus gilt.
Als Nationalspieler nahm Boniperti an der Weltmeisterschaft 1950 (1 Spiel) und der Weltmeisterschaft 1954 (1 Spiel/1 Tor) teil. 
Nach der Saison 1960/61 erklärte Boniperti im Alter von 33 Jahren seinen Rücktritt vom aktiven Fußball und wechselte bald in das Management des Vereins seines Herzens – wie er Juventus Turin in seiner Autobiografie später bezeichnete. Ab dem 13. Juli 1971 amtierte er als Präsident von Juventus Turin. Die meisten Anhänger des Turiner Rekordmeisters kennen Boniperti vor allem aufgrund dieser Präsidentschaft. Unter seiner Führung gelangen die ersten großen Siege in den europäischen Titelwettbewerben sowie der 20. Meistertitel, dadurch erhielt der Verein den zweiten Meisterstern. In seine Präsidentschaft fiel unter anderem die Verpflichtung von Giovanni Trapattoni als Trainer und die einiger weiterer Turiner Fußball-Legenden wie Bettega, Scirea, Capello, Platini, Zoff, Rossi, Tardelli und Boniek.
Am 5. Februar 1990 erklärte Boniperti seinen Rücktritt vom Posten im Management. Bis dahin war er federführend an 14 Meistertiteln für Juventus beteiligt: fünf als aktiver Spieler und weiteren neun während seiner Präsidentschaft. Nach seinem Rücktritt wurde er zum Ehrenpräsidenten in Turin ernannt – allerdings der letzte verbliebene, nachdem sowohl Giovanni, als auch Umberto Agnelli gestorben waren. Im März 2004 wurde er von Pelé zu einem der 125 besten Fußballspieler gewählt.
Während seiner Zeit als Europaabgeordneter 1994–1999 gehörte er dem Ausschuss für Kultur und Bildung an.
Boniperti starb im Juni 2021 im Alter von 92 Jahren an Herzinsuffizienz.

## Erfolge
- Italienische Meisterschaft: 1949/50, 1951/52, 1957/58, 1959/60, 1960/61
- Coppa Italia: 1958/59, 1959/60
- Torschützenkönig der Serie A: 1947/48
- Aufnahme in die FIFA 100